# Erik Anker
Erik Anker (15 de outubro de 1903 — 15 de agosto de 1994) foi um velejador norueguês, campeão olímpico. Ele competiu nos Jogos Olímpicos de Verão de 1928 na classe 6 Metre e conquistou a medalha de ouro a bordo do Norna com Johan Anker, Håkon Bryhn e o Príncipe Olavo V. Mais tarde, Anker presidiu o Royal Norwegian Yacht Club de 1949 a 1951 e tornou-se membro honorário em 1977. Ele também foi membro do conselho da Federação Escandinava de Vela.
Ele presidiu o conselho comercial de Fredrikstad de 1945 a 1956 e presidiu os comitês locais para administrar a construção de pontes e ferrovias. Ele também foi vice-cônsul da Bélgica no condado de Østfold de 1949 a 1959. Durante a ocupação da Noruega pela Alemanha nazista, acabou fugindo para a neutra Suécia e trabalhou no escritório industrial da legação norueguesa em Estocolmo de 1944 a 1945. Ele foi condecorado com a Medalha de Defesa de 1940 a 1945.